# Шитс, Дарио
Да́рио Шитс (латыш. Dario Šits; 4 февраля 2004, Кулдига) — латвийский футболист, нападающий клуба «Парма» и сборной Латвии. Выступает на правах аренды за клуб «Хелмонд Спорт».

## Клубная карьера
Уроженец латвийского города Кулдига Дарио является воспитанником юношеских команд «Метта» и итальянской «Пармы». В сезоне 2021/22 нападающий впервые вызван в основной состав «Пармы» главным тренером Джузеппе Якини.
2 марта 2022 года Шитс дебютировал в основе «Пармы» в матче Серии B, завершившейся вничью 1:1 против клуба «Монца». 11 марта, вскоре после выхода на замену в матче против «Читтаделлы» форвард заработал пенальти для своей команды, благодаря которому игра завершилась вничью 1:1.
6 октября того же года Шитс продлил контракт с «Пармой» до 2026 года.
24 августа 2023 года Дарио на правах аренды перешёл в клуб СПАЛ. 2 сентября форвард дебютировал в составе новой команды, но получил травму и длительное время лечился.
18 июля 2024 года Шитс на правах аренды с правом выкупа присоединился к нидерландскому клубу из Эрстедивизи «Хелмонд Спорт». 9 августа вышел в стартовом составе в домашней игре против «Йонг Утрехт», игра завершилась вничью 1:1.

## Карьера в сборной
Шитс выступал за разные возрастные сборные Латвии до 17, 19 и 21 года.
В октябре 2024 года форвард впервые вызван в сборную Латвии на матчи против Фарерских островов и Северной Македонии.
10 октября Дарио дебютировал в сборной Латвии по футболу в матче Лиги наций УЕФА против Северной Македонии, выйдя на замену на 17-й минуте вместо травмированного Владислава Гутковского.
В другом матче за сборную Латвии Дарио забил свой первый гол за команду. Выйдя на замену на 66-й минуте, заменив Яниса Икаунекса, на 69-й минуте после фантастического навеса Андрея Цыганика Шитс забил первым касанием.